# Uadyet
Uadyet ("Señora del cielo"), la diosa serpiente, simbolizaba el calor ardiente del Sol y la llama del fuego. Más adelante el "Ojo de Ra". Simbolizaba la fuerza del crecimiento, la fertilidad del suelo y de las aguas. Era la diosa protectora del Bajo Egipto y del faraón en la mitología egipcia. Se representaba con la cobra, presente en la corona del Bajo Egipto.
- Nombre egipcio: Uadyet. Nombre griego: Uto o Buto. Deidad griega: Leto.

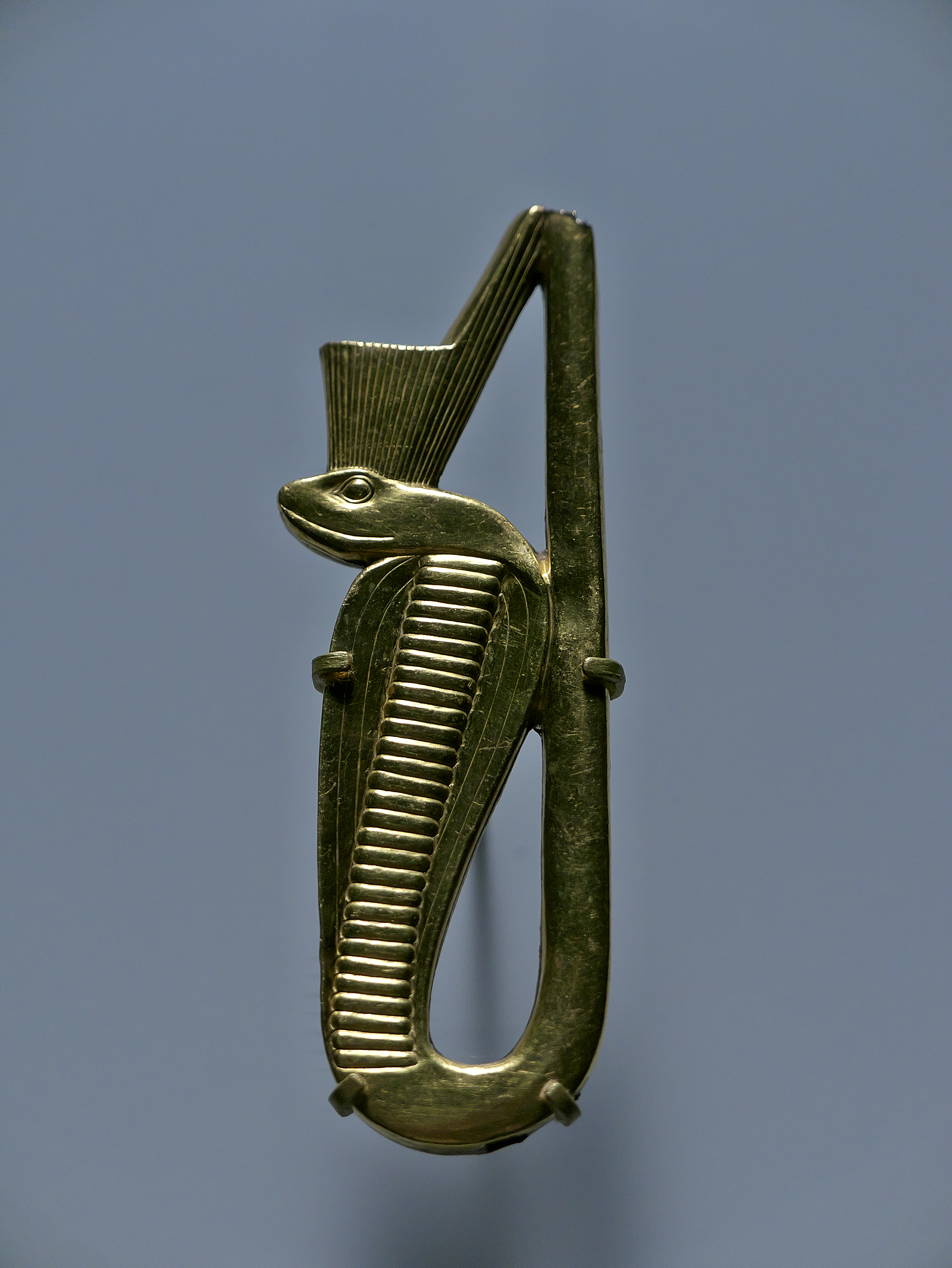
Escultura de Uadyet en el Museo Británico, Londres.

## Iconografía
Mujer con la corona roja del Bajo Egipto y el uraeus. También como cobra, sobre un cesto, con la corona roja. Otras veces como una leona con el disco solar y el uraeus.

## Mitología
Hija de Anubis y esposa de Hapi-Meht. Amamantó a Horus niño, hijo de Isis, y lo protegió de Seth.
Diosa protectora del faraón y del Bajo Egipto. Era parte del título real: "Las Dos Señoras" (Nombre de Nebty) que simbolizaba el reinado sobre las "Dos Tierras", el Bajo y Alto Egipto.

## Epítetos
Su nombre significaba "papiro de color verde"; también se le llamaba "la verde", pues representaba la fertilidad del suelo.

## Culto
Originaria y patrona de Buto, en el Bajo Egipto, donde tenía un famoso oráculo. Asimismo fue venerada en Tanis. Su fiesta se celebraba el séptimo día del mes de Paini.
Como diosa del Delta, tenía un gran templo en la antigua Imet, capital del XIX nomo del Bajo Egipto (actual Tell Nebesha), en el delta del Nilo. Era venerada en la zona como la "Señora de Imet". Más tarde se le unieron Min y Horus para formar una tríada de deidades, según un modelo osiriano. En el yacimiento de Tebtunis, en El Fayum, hay otro templo dedicado a Uadyet donde se celebraban rituales en su honor.
Conocida también como Uto o Buto en Egipto, en la Antigua Grecia, Uadyet también estaba presente en su mitología, identificándola con Leto o Latona.

## Nombres teóforos
Uadyet, junto a Nejbet, formaba parte del título real Nebty "Las Dos Señoras", como representante del Bajo Egipto.
|  |

|  |

|  |

|  |

|  |

|  |

|  |

|  |